# Cidaphus koreensis
Cidaphus koreensis är en stekelart som beskrevs av Lee 1991. Cidaphus koreensis ingår i släktet Cidaphus och familjen brokparasitsteklar. Inga underarter finns listade i Catalogue of Life.